# Cottus
Cottus ist eine artenreiche Fischgattung aus der Familie der Groppen (Cottidae). Die über 60 Arten der Gattung sind die einzigen im Süßgewässern lebenden Groppen und kommen in kalten Flüssen, Bächen und Seen auf der Nordhalbkugel der Erde in Europa, Nordamerika und Nordasien vor. In Deutschland kommen die Groppe (C. gobio), die Scheldegroppe (C. perifretum), die Sibirische Groppe (C. poecilopus), die Baltische Groppe (C. microstomus) und die Rheingroppe (C. rhenanus) vor.

## Merkmale
Cottus-Arten werden 6 bis 30 Zentimeter lang. Sie haben einen dicken, breiten Kopf mit einem großen Maul und einen sich nach hinten bis zur Schwanzflosse verjüngenden Körper. Die Brustflossen sind groß, die Bauchflossen stehen weit vorn unterhalb der Brustflossen. Der hartstrahlige und der längere, weichstrahlige Teil der Rückenflosse sind durch eine Einbuchtung deutlich voneinander getrennt. Cottus-Arten sind für gewöhnlich tarnend bräunlich, grau oder schwärzlich gefärbt. Sie ernähren sich von bodenbewohnenden, wirbellosen Tieren und von Fischbrut. In Anpassung an ihre bodenbewohnende Lebensweise besitzen adulte Tiere keine Schwimmblase mehr.

## Systematik
Cottus ist keine monophyletische Gattung, sondern eine paraphyletische Sammelgattung aller Süßwassergroppen die außerhalb des Baikalsees vorkommen. Die Groppen des Baikalsees werden in drei eigenständige Familien klassifiziert, die Baikalgroppen (Cottocomephoridae) und die in großen Wassertiefen lebenden Tiefwassergroppen (Abyssocottidae) und Baikal-Ölfische (Comephoridae). Da diese aber in einer adaptiver Radiation aus einer eingewanderten, ursprünglich in sibirischen Flüssen lebenden Süßwassergroppe hervorgegangen sind, stehen die drei Familien der Baikalsee-Groppen phylogenetisch innerhalb der Gattung Cottus.
Innerhalb der Gattung Cottus lassen sich mehrere Kladen unterscheiden, die nach Gattungen benannt wurden, die mit Cottus synonymisiert worden sind.
- Cottopsis-Klade
  - Cottus aleuticus Gilbert, 1896
  - Cottus asper Richardson, 1836
  - Cottus asperrimus Rutter, 1908
  - Cottus gulosus (Girard, 1854)

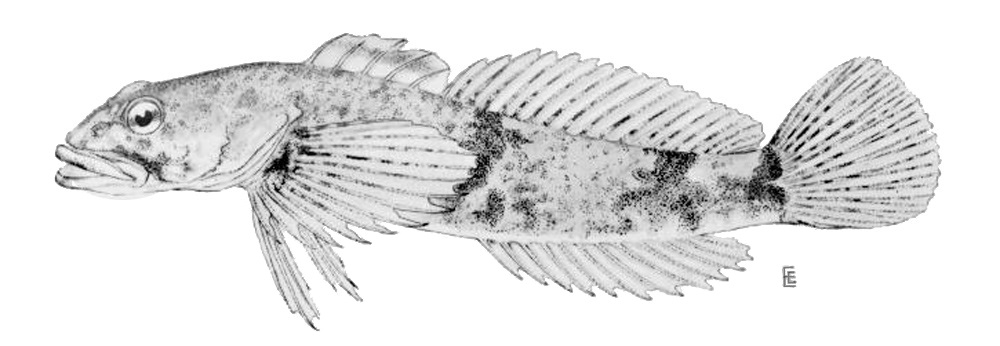
Cottus bairdii

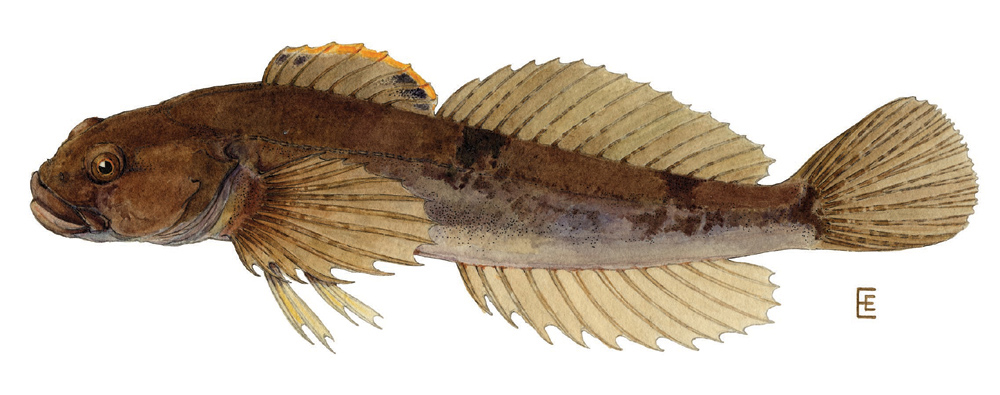
Cottus cognatus

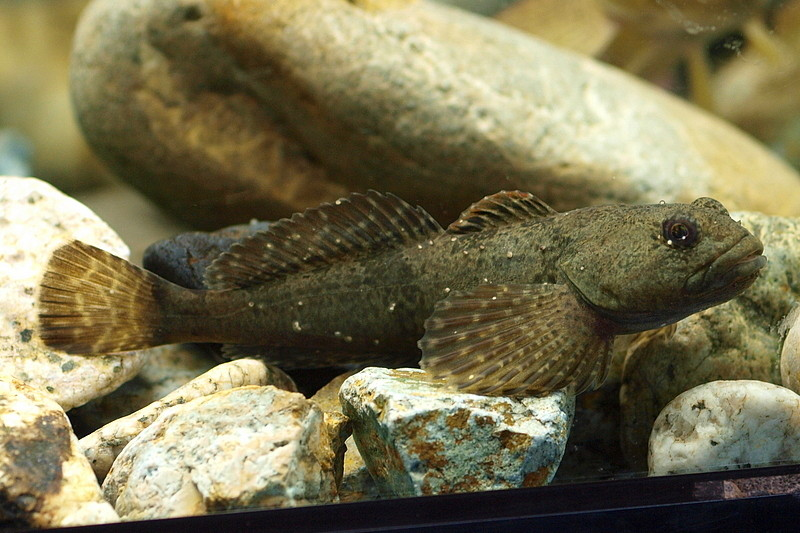
Cottus nozawae

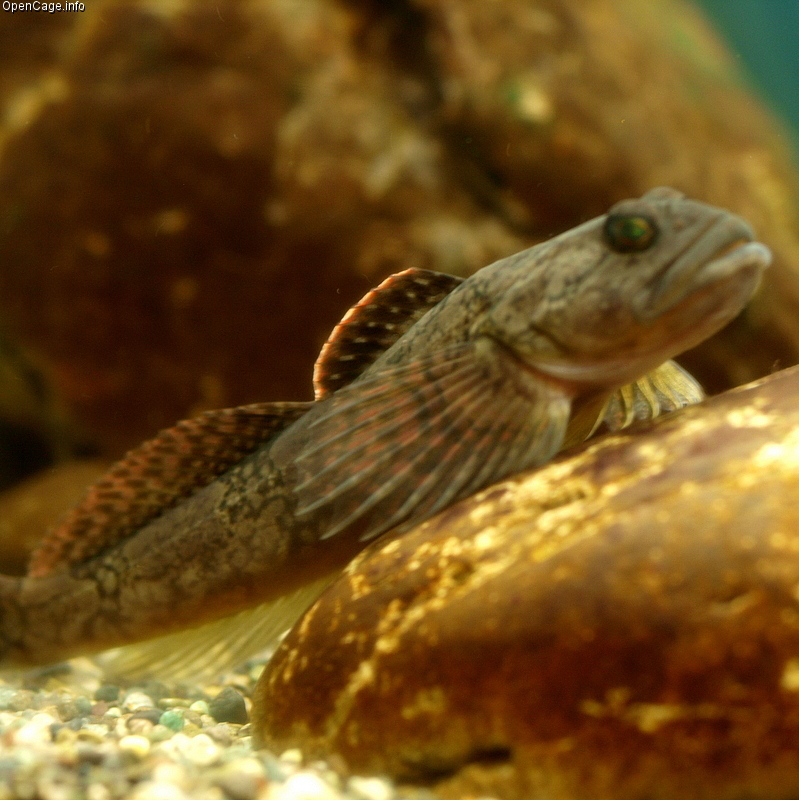
Cottus polux

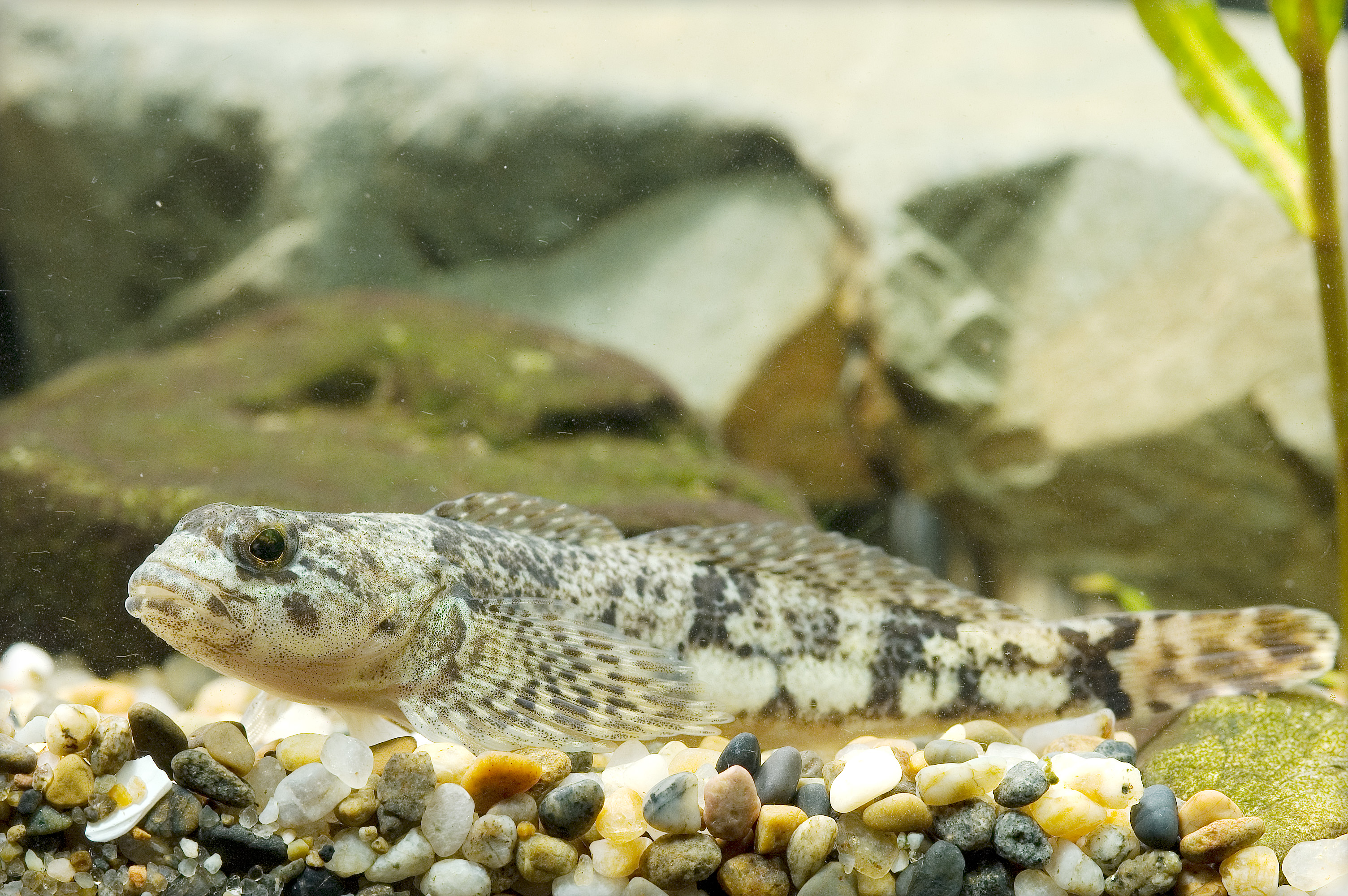
Cottus reinii

  - Cottus klamathensis Gilbert, 1898
  - Cottus marginatus (Bean, 1881)
  - Cottus perplexus Gilbert & Evermann, 1894
  - Cottus pitensis Bailey & Bond, 1963
  - Cottus princeps Gilbert, 1898
- Uranidea-Klade
  - Cottus baileyi Robins, 1961
  - Cottus bairdii Girard, 1850
  - Cottus bendirei (Bean, 1881)
  - Cottus caeruleomentum Kinziger, Raesly & Neely, 2000
  - Cottus carolinae (Gill, 1861)
  - Cottus cognatus Richardson, 1836
  - Cottus extensus Bailey & Bond, 1963
  - Cottus girardi Robins, 1961
  - Cottus hubbsi Bailey & Dimick, 1949
  - Cottus hypselurus Robins & Robison, 1985
  - Cottus paulus Williams, 2000
  - Cottus rhotheus (Smith, 1882)
  - Cottus specus Adams et al., 2013
- Baikal-Klade
  - Tiefwassergroppen
  - Baikal-Ölfische
  - Baikalgroppen
- Cottus-Klade
  - Cottus cyclophthalmus Sideleva et al., 2022
  - Cottus ferrugineus Heckel & Kner, 1858
  - Groppe (Cottus gobio Linnaeus, 1758)
  - Cottus ricei (Nelson, 1876)
  - Cottus sibiricus Kessler in Warpachowski, 1889
- Cephalocottus-Klade
  - Cottus amblystomopsis Schmidt, 1904
  - Cottus nozawae Snyder, 1911
- incertae sedis
  - Cottus aturi Freyhof, Kottelat & Nolte, 2005
  - Cottus beldingii Eigenmann & Eigenmann, 1891
  - Cottus confusus Bailey & Bond, 1963
  - Cottus czerskii Berg, 1913
  - Cottus dorofeevi Sideleva & Zhidkov, 2024
  - Cottus duranii Freyhof, Kottelat & Nolte, 2005
  - Utah-Groppe (Cottus echinatus Bailey & Bond, 1963)
  - Cottus gratzianowi Sideleva et al., 2015
  - Cottus greenei (Gilbert & Culver in Jordan & Evermann, 1898)
  - Cottus hangiongensis Mori, 1930
  - Cottus hispaniolensis Bacescu & Bacescu-Mester, 1964
  - Cottus kanawhae Robins, 2005
  - Cottus kolymensis Sideleva & Goto, 2012
  - Cottus koreanus Fujii, Choi & Yabe, 2005
  - Cottus koshewnikowi Gratzianov, 1907
  - Cottus leiopomus Gilbert & Evermann, 1894
  - Cottus metae Freyhof, Kottelat & Nolte, 2005
  - Cottus microstomus Heckel, 1837
  - Cottus nasalis Berg, 1933
  - Scheldegroppe (Cottus perifretum Freyhof, Kottelat & Nolte, 2005)
  - Petit-Groppe (Cottus petiti Bacescu & Bacescu-Mester, 1964)
  - Cottus pollux Günther, 1873
  - Sibirische Groppe (Cottus poecilopus Heckel, 1837)
  - Cottus reinii Hilgendorf, 1879
  - Rheingroppe (Cottus rhenanus Freyhof, Kottelat & Nolte, 2005)
  - Cottus rondeleti Freyhof, Kottelat & Nolte, 2005
  - Cottus sabaudicus Sideleva, 2009
  - Cottus scaturigo Freyhof, Kottelat & Nolte, 2005
  - Cottus schitsuumsh Lemoine et al., 2014
  - Cottus spinulosus Kessler, 1872
  - Cottus szanaga Dybowski, 1869
  - Cottus tallapoosae Neely, Williams & Mayden, 2007
  - Cottus tenuis (Evermann & Meek, 1898)
  - Cottus transsilvaniae Freyhof, Kottelat & Nolte, 2005
  - Cottus volki Taranetz, 1933